# Procesije divova i zmajeva
Procesije divova i zmajeva su serije narodnih običaja u obliku popularnih manifestacija i obrednih predstava koje se sastoje od procesija u kojima sudjeluju velike lutke koje predstavljaju likove divova, zmajeva, i životinja. Ovi likovi su se najprije pojavili tijekom gradskih vjerskih procesija na kraju 14. stoljeća u mnogim europskim gradovima, a danas su se održali kao simboli identiteta određenih belgijskih (Ath, Bruxelles, Dendermonde, Mechelen i Mons) i francuskih gradova (Cassel, Douai, Pézenas i Tarascon), gdje su još uvijek živa tradicija. Ove se procesije, u kojima se često miješaju vjerske i svjetovne ceremonije, razlikuju od grada do grada ali uvijek štuju točne rituale predstavljanja divova koji su povezani s poviješću, legendama ili svakodnevnim životom grada.
Procesijski divovi i zmajevi su modeli velikih dimenzija, te dosežu do 9 m visine i 350 kg težine. Predstavljaju mitske heroje ili životinje, suvremene lokalne, povijsne, biblijske ili legendarne osobe i događaje kao što su: Sveti Juraj ubija zmaja (Mons), legendarni konj Karla Velikog - Bayard (Dendermonde), te tata i mama Reuze, popularni obiteljski likovi (Cassel). Oni oživljavaju popularne festivale u kojima su središnji akteri barem jednom godišnje, kada je ujedno i svetkovina određenog lika. Tada se njima odigravaju povijesni prizori koje prate ples na ulicama, te zvuci fanfara i kostimiranih ljudi. Gomila prati povorku, a mnogi sudionici pomažu u pripremama u različitim fazama festivala. Izgradnja diva i njegovo održavanje zahtijevaju mjesece rada i narodne vještine raznih tehnika i materijala. Zbog zoga su procesijski divovi i zmajevi u Belgiji i Francuskoj postali nematerijalna svjetska baština Belgije i Francuske 2005., a 2008. godine upisani su na UNESCO-ov popis nematerijalne svjetske baštine u Europi.
Iako ovim izrazima ne prijeti izravan nestanak, oni ipak pate od brojnih pritisaka kao što su velike promjene u gradskim središtima i povećanja turizma, što dovodi do popularizacije čime propada spontana priroda festivala.

## Festivali
U Belgiji postoji skoro 1.500 poznatih divovskih likova, od kojih je najstariji Golijat iz Nivellesa, koji je prvi put opisan zabilježen 1457. godine. U Belgiji se nalazi i najveći div u Europi, Jean Turpin iz Nieuporta, koji ima više od 11 m visine. Najslavniji događaji koji uključuju divove u Belgiji su: 
- Ducasse u Athu, Hainaut (Valonija), koja je prvi put zabilježena 1399. god., a odigrava se nekoliko dana prije 8. rujna prema strogim pravilima tradicije.
- Ducasse u Monsu ili Doudou (na slici desno) se odigrava tijekom vikenda za Sveto Trojstvo, a središnji događaj je prikaz bitke sv. Jurja i zmaja.
- Meyboom ili „Brabantsko drvo radosti” je najstariji narodni običaj Bruxellesa, iz 1308. god., a odigrava se 9. kolovoza, na noć prije sv. Lovre, zaštitinika bratstva.
- Ommegang u Termondeu se odigrava svakih 10 godina i u njoj se pronosi divovski konj, Bayard.
- Ommegang u Mechelenu je poznati festival koji vuče korijene pi prije 1492. god., a odlikuje se paradom divovskih plovila kroz grad.

U Francuskoj su divovi simboli pokrajine Nord-Pas-de-Calais u kojoj je poznato više od 450 divova, najviše u područjima gdje žive Flamanci. Najpoznatiji su:
- Reuze tata i Reuze mama iz Cassela koji se provode za pokladski karneval
- Gayant divovi u Douaiju koji su poznati od 1530. god., a izvode se tijekom prvog vikenda poslije 5. lipnja.
- Poulain iz Pézenasa se izvodi za sv. Blaža prije poklada, a središnji događaj je procesija kobile, simbola grada još od križarskih ratova.
- Tarasque iz Tarascona, poznat i kao „slavlje zvjeri”, odigrava se tijekom druge nedjelje poslije Duhova, a poznat je od 1474. godine, iako se temelji na jako starom mitu o čudovišnom zmaju Tarasqueu, poznatom još od antike.

- Gospodin i gospođa Golijat tijekom Ducassea u Athu 23. kolovoza 2008.
- Konj Bayard tijekom Ommeganga u Termondeu
- Reuze tata i Reuze mama iz Cassela
- Gosp. i gđa. Gayant u Douaiju
- Poulain iz Pezenasa
- Stara razgednica s prizorom festivala Tarasque iz Tarascona

## Vanjske poveznice
- Likovi i ulica (povijest divova sjeverne Francuske) (fr.)
- Udruga divova sjeverne Francuske (fr.)